# Formica atavina
Formica atavina är en myrart som beskrevs av Oswald Heer 1850. Formica atavina ingår i släktet Formica och familjen myror. Inga underarter finns listade i Catalogue of Life.